# UCI Asia Tour 2011-2012
El UCI Asia Tour 2011-2012 fue la octava edición del calendario ciclístico internacional asiático. Se inició el 2 de octubre de 2011 en Indonesia, con el Tour de Indonesia y finalizará el 30 de septiembre de 2012 en Brunéi con el Tour de Brunéi.
El ganador de la clasificación individual y campeón del UCI Asia Tour fue el iraní del equipo Tabriz Petrochemical Hossein Alizadeh que obtuvo casi todos sus puntos en la Vuelta al Lago Qinghai. Segundo se ubicó el alemán Stefan Schumacher gracias a los puntos obtenidos al final del calendario en los Tours de China I y II y tercero fue el italiano Andrea Guardini que logró la mayoría de los puntos en la Vuelta al Lago Qinghai y el Tour de Langkawi.
Por equipos fue campeón el equipo malayo Terengganu, mientras que Kazajistán dominó las clasificaciones por países y países sub-23. 

## Carreras y categorías
Con un total de 29 carreras, fueron seis las de categoría .HC (máxima), dos de ellas en China. A los Tours de Hainan, Langkawi, Vuelta al Lago Qinghai y la Japan Cup, se sumó el ascenso a esa categoría de los Tours de Catar y Omán.
Las carreras .1 fueron el Tour de Taiwán y los Tours de China (fueron dos carreras este año separadas por escasos días). El resto de las carreras fueron .2 (última categoría), que junto a las carreras en ruta y contrarreloj del Campeonato de Asia de Ciclismo formaron el calendario 2011-2012.
Además de éstas carreras, algunos campeonatos nacionales de ruta y contrarreloj también puntúan para el UCI Asia Tour, dependiendo de la clasificación por países de la edición anterior.

### Carreras suspendidas o eliminadas
El calendario contaba con más carreras pero algunas fueron suspendidas o salieron del mismo.
- Tour de Seúl
- Tour de Pakistán
- Tour de India I
- Tour de India II
- Tour de India III
- Melaka Governor Cup
- Golan I
- Golan II
- Tour de Milad du Nour
- Kerman Tour
- Tour del Golfo Pérsico

## Equipos
Los equipos que pueden participar en las diferentes carreras dependen de la categoría de las mismas. A mayor nivel de una carrera pueden participar equipos de más nivel. Los equipos UCI ProTeam, solo pueden participar de las carreras .HC y .1 pero tienen cupo limitado y los puntos que logran sus ciclistas no van a la clasificación. 
| Categoría | Categoría                     | Equipos                                                                                          |
| --------- | ----------------------------- | ------------------------------------------------------------------------------------------------ |
| .HC       | 1.HC (Carrera de un día)      | ProTeam (max 50%) Profesionales Continentales Continentales Selecciones nacionales               |
| .HC       | 2.HC (Carrera de varios días) | ProTeam (max 50%) Profesionales Continentales Continentales Selecciones nacionales               |
| .1        | 1.1 (Carrera de un día)       | ProTeam (max 50%) Profesionales Continentales Continentales Selecciones nacionales               |
| .1        | 2.1 (Carrera de varios días)  | ProTeam (max 50%) Profesionales Continentales Continentales Selecciones nacionales               |
| .2        | 1.2 (Carrera de un día)       | Profesionales Continentales Continentales Selecciones nacionales Selecciones regionales Amateurs |
| .2        | 2.2 (Carrera de varios días)  | Profesionales Continentales Continentales Selecciones nacionales Selecciones regionales Amateurs |

Para favorecer la invitación a los equipos más humildes, la Unión Ciclista Internacional publicó un "ranking ficticio" de los equipos Continentales, sobre la base de los puntos obtenidos por sus ciclistas en la temporada anterior. Los organizadores de carreras .1 y .2 deben obligatoriamente invitar a los 3 primeros de ese ranking y de esta forma pueden acceder a un mayor número de carreras. En este circuito los invitados automáticamente a carreras de categoría .1 y .2 fueron el Tabriz Petrochemical Team, Terengganu Cycling Team y Azad University Cross Team, aunque a diferencia del UCI WorldTour los equipos pueden rechazar dicha invitación.

## Calendario
Contó con las siguientes pruebas, tanto por etapas como de un día.

### Octubre 2011
| Fecha    | Carrera           | Cat. | Ganador            | Equipo del ganador      |
| -------- | ----------------- | ---- | ------------------ | ----------------------- |
| 2 al 12  | Tour de Indonesia | 2.2  | Eric Sheppard      | Plan B Racing           |
| 20 al 28 | Tour de Hainan    | 2.HC | Valentin Iglinskiy | Astana                  |
| 23       | Japan Cup         | 1.HC | Nathan Haas        | Genesys Wealth Advisers |

### Noviembre 2011
| Fecha    | Carrera             | Cat. | Ganador          | Equipo del ganador   |
| -------- | ------------------- | ---- | ---------------- | -------------------- |
| 1 al 5   | Tour del Lago Taihu | 2.2  | Boris Shpilevsky | Tabriz Petrochemical |
| 12 al 13 | Tour de Okinawa     | 2.2  | Kazuhiro Mori    | Aisan Racing         |

### Febrero 2012
| Fecha    | Carrera                                 | Cat. | Ganador            | Equipo del ganador           |
| -------- | --------------------------------------- | ---- | ------------------ | ---------------------------- |
| 5 al 10  | Tour de Catar                           | 2.HC | Tom Boonen         | Omega Pharma-Quick Step      |
| 14 al 19 | Tour de Omán                            | 2.HC | Peter Velits       | Omega Pharma-Quick Step      |
| 15       | Campeonato Asiático Contrarreloj sub-23 | CC   | Arvin Goudarzi     | Selección de Irán            |
| 15       | Campeonato Asiático Contrarreloj        | CC   | Eugen Wacker       | Selección de Kirguizistán    |
| 17       | Campeonato Asiático en Ruta sub-23      | CC   | Tomohiro Kinoshita | Selección de Japón           |
| 18       | Campeonato Asiático en Ruta             | CC   | Kam Po Wong        | Selección de Hong Kong       |
| 24 al 4  | Tour de Langkawi                        | 2.HC | José Serpa         | Androni Giocattoli-Venezuela |

### Marzo 2012
| Fecha    | Carrera        | Cat. | Ganador      | Equipo del ganador |
| -------- | -------------- | ---- | ------------ | ------------------ |
| 10 al 16 | Tour de Taiwán | 2.1  | Rhys Pollock | Drapac             |

### Abril 2012
| Fecha    | Carrera           | Cat. | Ganador               | Equipo del ganador     |
| -------- | ----------------- | ---- | --------------------- | ---------------------- |
| 1 al 6   | Tour de Tailandia | 2.2  | Mitchell Lovelock-Fay | Selección de Australia |
| 14 al 17 | Tour de Filipinas | 2.2  | Baler Ravina          | GO21                   |
| 22 al 29 | Tour de Corea     | 2.2  | Sung Baek Park        | KSPO                   |
| 27 al 1  | Tour de Borneo    | 2.2  | Michael Torckler      | PureBlack Racing       |

### Mayo 2012
| Fecha    | Carrera            | Cat. | Ganador              | Equipo del ganador |
| -------- | ------------------ | ---- | -------------------- | ------------------ |
| 8 al 13  | Jelajah Malaysia   | 2.2  | Yusuf Abrekov        | Uzbekistan Suren   |
| 11 al 16 | Tour de Azerbaiyán | 2.2  | Javier Ramírez Abeja | Andalucía          |
| 20 al 27 | Tour de Japón      | 2.2  | Fortunato Baliani    | Nippo              |
| 31 al 3  | Tour de Kumano     | 2.2  | Fortunato Baliani    | Nippo              |

### Junio 2012
| Fecha    | Carrera                | Cat. | Ganador          | Equipo del ganador     |
| -------- | ---------------------- | ---- | ---------------- | ---------------------- |
| 4 al 10  | Tour de Singkarak      | 2.2  | Óscar Pujol      | Azad University        |
| 17       | Tour de Jakarta        | 2.2  | Chris Joven      | Selección de Filipinas |
| 29 al 12 | Vuelta al Lago Qinghai | 2.HC | Hossein Alizadeh | Tabriz Petrochemical   |

### Agosto 2012
| Fecha   | Carrera               | Cat. | Ganador        | Equipo del ganador |
| ------- | --------------------- | ---- | -------------- | ------------------ |
| 29 al 1 | Tour del Este de Java | 2.2  | Ivan Tsissaruk | Astana Track       |

### Septiembre 2012
| Fecha    | Carrera          | Cat. | Ganador             | Equipo del ganador       |
| -------- | ---------------- | ---- | ------------------- | ------------------------ |
| 7 al 12  | Tour de China I  | 2.1  | Martin Pedersen     | Christina Watches-Onfone |
| 15 al 17 | Tour de Hokkaido | 2.2  | Maximiliano Richeze | Nippo                    |
| 15 al 23 | Tour de China II | 2.1  | Stefan Schumacher   | Christina Watches-Onfone |
| 26 al 30 | Tour de Brunéi   | 2.2  | Hossein Askari      | Tabriz Petrochemical     |

## Clasificaciones finales

### Individual
| Posición | Ciclista            | Puntos |
| -------- | ------------------- | ------ |
| 1        | Hossein Alizadeh    | 223    |
| 2        | Stefan Schumacher   | 221,33 |
| 3        | Andrea Guardini     | 216    |
| 4        | Kam Po Wong         | 210    |
| 5        | Taiji Nishitani     | 207    |
| 6        | Luka Mezgec         | 186    |
| 7        | José Serpa          | 180    |
| 8        | Hariff Salleh       | 145    |
| 9        | Maximiliano Richeze | 129    |
| 10       | Cameron Wurf        | 121,33 |

### Equipos
| Posición | Equipo                   | Puntos |
| -------- | ------------------------ | ------ |
| 1        | Terengganu               | 539    |
| 2        | Tabriz Petrochemical     | 440    |
| 3        | Christina Watches-Onfone | 432,98 |
| 4        | Nippo                    | 417    |
| 5        | Champion System          | 414,99 |

### Países
| Posición | País       | Puntos |
| -------- | ---------- | ------ |
| 1        | Kazajistán | 856,84 |
| 2        | Japón      | 841    |
| 3        | Malasia    | 592    |
| 4        | Irán       | 557    |
| 5        | Hong Kong  | 449    |

### Países sub-23
| Posición | País       | Puntos |
| -------- | ---------- | ------ |
| 1        | Kazajistán | 613,34 |
| 2        | Malasia    | 183    |
| 3        | Japón      | 116    |
| 4        | India      | 92     |
| 5        | Irán       | 73     |